# 神戸市立下畑台小学校
神戸市立下畑台小学校（こうべしりつ しもはただいしょうがっこう）は、兵庫県神戸市垂水区桃山台3丁目に所在する公立小学校。

## 沿革
- 1981年（昭和56年）4月1日 - 神戸市立塩屋小学校より分離開校。

## 通学区域
神戸市垂水区
- 下畑町[2]、桃山台1 - 7丁目、名谷町[3]、清玄町

※卒業後は基本的に神戸市立桃山台中学校に進学する。

## 校区内の主な施設
- 神戸市立桃山台中学校
- 下畑海神社

## 交通
- 山陽バス 22・23系統、神戸市バス 15系統「桃山台3丁目」より

## 通学区域が隣接している学校
- 神戸市立つつじが丘小学校
- 神戸市立名谷小学校
- 神戸市立塩屋小学校
- 神戸市立塩屋北小学校
- 神戸市立高倉台小学校
- 神戸市立多井畑小学校

## 著名出身者
- 寺阪尚悟 - サッカー選手